# Prometheus (filme)
Prometheus é um filme britânico-americano de ficção científica, do tipo biopunk, de 2012, escrito por Jon Spaihts e Damon Lindelof e, dirigido por Ridley Scott, como o quinto filme da franquia Alien. Estrelado por Noomi Rapace, Michael Fassbender, Guy Pearce, Idris Elba, Logan Marshall-Green e Charlize Theron. História no final do século XXI centrado na tripulação da nave espacial Prometheus, que seguem um mapa estelar escrito entre os remanescentes de várias culturas antigas da Terra, em busca das origens da humanidade e chega a um mundo distante e a uma civilização avançada, mas a tripulação descobre uma ameaça que pode causar a extinção da raça humana. O filme tem uma sequência, Alien: Covenant (2017).
O filme começou a ser desenvolvido no início dos anos 2000, com Ridley Scott e o diretor James Cameron, como prequel do filme de horror de ficção científica de 1979, Alien: O Oitavo Passageiro. Em 2003, o projeto foi deixado de lado pelo desenvolvimento de Alien vs. Predador, e permaneceu adormecido até 2009, quando Scott novamente mostrou interesse. Um roteiro de Spaihts funcionou como um prequel para os eventos dos filmes Alien, mas Scott optou por uma direção diferente para evitar a repetição de pistas desses filmes. No final de 2010, ele trouxe Lindelof para o projeto para reescrever o roteiro de Spaihts, e juntos eles desenvolveram uma história separada que precede a história, mas não diretamente ligada a franquia. De acordo com Scott, embora o filme compartilhe "vertentes do DNA de Alien, por assim dizer, e ocorra no mesmo universo, Prometheus explora sua própria mitologia e ideias".
O filme entrou em produção em abril de 2010, com extensas fases de design, desenvolvendo a tecnologia e criaturas que o filme exigia. A fotografia principal começou em março de 2011 no Shepperton Studios e no Pinewood Studios, com um orçamento estimado de 120 a 130 milhões de dólares. As filmagens ocorreram quase inteiramente em sets práticos e em locações na Inglaterra, Islândia, Espanha e Escócia. O filme foi filmado usando câmeras 3D.
Prometheus foi apoiado por uma extensa campanha de marketing que incluiu atividades virais na web. Como parte desta campanha, vários curtas-metragens originais foram produzidos com astros do filme interpretando seus personagens, expandindo os elementos do universo ficcional. Esses vídeos receberam uma recepção geralmente positiva. Prometheus foi lançado em 1 de junho de 2012 no Reino Unido e foi lançado em 8 de junho de 2012 na América do Norte.

## Enredo
Em um planeta, um alienígena humanoide (Daniel James) está acima de uma cachoeira enquanto uma espaçonave paira sobre ele. O alienígena ingere um líquido negro e começa a se desintegrar. Este cai, enquanto seu corpo permanece em desintegração na água, o DNA do alienígena desencadeia uma reação biogenética.
Muitos séculos depois, em 2089, os arqueólogos e parceiros Elizabeth Shaw (Noomi Rapace) e Charlie Holloway (Logan Marshall-Green) descobrem antigos mapas estelares que são iguais aos mapas de várias culturas humanas extintas e desconectadas. Eles interpretam a presença desses mapas como um convite dos precursores e criadores da humanidade, os chamados "Engenheiros". Sir Peter Weyland (Guy Pearce), o idoso CEO da Corporação Weyland, decide financiar uma expedição científica para seguir os mapas, construindo a nave de pesquisa avançada Prometheus para esse objetivo. A tripulação da nave faz a longa jornada em hiper-sono enquanto o androide David (Michael Fassbender) monitora sua viagem. 
A tripulação chega ao seu destino no ano 2093, em uma lua designada LV-223, onde a tripulação é informada da sua missão de encontrar os Engenheiros. Meredith Vickers (Charlize Theron), diretora da missão, emite ordens para evitar contato direto com quaisquer formas de vida. A nave Prometheus aterrissa perto de uma grande estrutura artificial na superfície da Lua, e uma equipe se dirige para dentro para explorar.
Dentro da estrutura eles encontram várias ampolas parecidas com vasos, uma estátua monolítica de uma cabeça humanóide e o cadáver de um gigante humanóide alienígena, que eles pensam ser um dos Engenheiros. Outros corpos são encontrados mais tarde e presume-se que a espécie esteja extinta. David secretamente rouba uma das ampolas para estudo, enquanto as restantes começam a vazar um líquido negro. Uma tempestade se aproxima rapidamente e força a tripulação a retornar à nave Prometheus. No entanto, Millburn (Rafe Spall) e Fifield (Sean Harris) ficam perdidos dentro da estrutura. Na nave, David investiga a ampola e descobre o líquido negro. Ele intencionalmente infecta Holloway com a substância, e Holloway se envolve em relações sexuais com Shaw.
Dentro da estrutura, Fifield e Millburn são atacados por uma criatura parecida com uma cobra. Millburn é morto, enquanto o fluido corrosivo da criatura derrete o capacete de Fifield, expondo-o ao líquido negro que vaza na sala. No dia seguinte, a tripulação retorna à estrutura e encontra o cadáver de Millburn. David descobre uma sala contendo um último Engenheiro sobrevivente (Ian Whyte) em hiper-sono e um mapa de estrelas destacando a Terra. 
A infecção de Holloway rapidamente destrói seu corpo, e ele é levado de volta para a nave Prometheus. Vickers se recusa a deixá-lo a bordo, citando a necessidade de quarentena, e o mata com um lança-chamas a pedido do próprio Holloway. Shaw começa a sentir desconforto físico em seu abdômen, e um exame médico revela que, apesar de ser estéril, ela está grávida. Ela rapidamente descobre que a prole tem origem alienígena e usa uma mesa de cirurgia automatizada para removê-la de seu corpo. Após a cirurgia, Shaw descobre que Weyland está a bordo do Prometheus, e ele explica que pretende pedir aos Engenheiros para evitar sua morte iminente de velhice.
Um agora monstruoso e mutante Fifield ataca o hangar e mata vários membros da tripulação antes de ser morto. O capitão da nave Prometheus, Janek (Idris Elba), especula que a estrutura que encontraram foi parte de uma base militar de engenheiros que perdeu o controle de sua arma biológica, o líquido negro mutagênico. Weyland e uma equipe retornam à estrutura onde eles despertam o Engenheiro sobrevivente. David tenta falar com ele para explicar o que Weyland quer, o Engenheiro responde decapitando David e matando Weyland e sua equipe. Shaw escapa, mas a nave alienígena é ativada pelo Engenheiro. O ainda ativo David se comunica com Shaw e revela que o Engenheiro vai liberar o líquido negro mutagênico na Terra. Shaw convence Janek a parar a nave alienígena, fazendo Janek lançar a Prometheus contra a nave alienígena, matando a si mesmo e os pilotos da nave, Chance (Emun Eliott) e Ravel (Benedict Wong), que voluntariamente ficaram com ele. Apenas Vickers escapa da nave. Após o ataque da Prometheus, a nave alienígena desaba de volta para a lua, e os destroços da nave esmagam Vickers.
Shaw chega ao bote salva-vidas de Vickers e encontra a prole alienígena que ela havia removido, presa dentro da baia médica. David revela a ela que o Engenheiro sobreviveu ao ataque da Prometheus. Momentos depois, o Engenheiro enfurecido então força a câmara de compressão do bote salva-vidas e ataca Shaw, mas ela solta a prole alienígena e foge. Depois de uma luta, o Engenheiro é morto pela enorme criatura, que empurra um de seus tentáculos pela garganta dele. Shaw recupera o corpo de David de dentro da nave alienígena e, com sua ajuda, eles encontram outra embarcação similar, na qual eles pretendem encontrar o mundo dos Engenheiros, esperando descobrir por que eles criaram a humanidade apenas para depois tentar destruí-la.
Enquanto isso, dentro do bote salva-vidas da nave Prometheus, o peito do Engenheiro explode, saindo dele uma criatura alienígena.

## Elenco
- Elizabeth Shaw ... Noomi Rapace.
- David 8 ... Michael Fassbender.
- Meredith Vickers ... Charlize Theron.
- Idris Janek ... Idris Elba.
- Sir Peter Weyland ... Guy Pearce.
- Charles Holloway ... Logan Marshall-Green.
- Sean Fifield ... Sean Harris.
- Rafe Millburn ... Rafe Spall.
- Emun Chance ... Emun Elliott.
- Benedict Ravel ... Benedict Wong.
- Kate Ford ... Kate Dickie.
- Mercenário 1 ... Branwell Donaghey.
- Mercenário 2 ... Vladimir Furdik.
- Mercenário 3 ... C. C. Smiff.
- Mercenário 4 ... Shane Steyn.
- Último Engenheiro ... Ian Whyte.
- Engenheiro (Holograma) ... John Lebar.
- Engenheiro (Sacrifício) ... Daniel James.
- Pai de Elizabeth Shaw ... Patrick Wilson.
- Mãe de Elizabeth Shaw ... Giannina Facio.
- Jovem Elizabeth Shaw ... Lucy Hutchinson.
- Professor de lingüística ... Dr. Anil Biltoo.
- Menina Violinista ... Louisa Staples.
- Mecânico 1 ... James Embree.
- Mecânico 2 ... Florian Robin.
- Mecânico 3 ... Matthew Burgess.
- Mecânico 4 ... Eugene O'Hare.
- Assistente Arqueológico ... Richard Thomson.
- Assistente Arqueológico ... Jenny Rainsford.
- Assistente Arqueológico ... Philip McGinley.
- Assistente Arqueológico ... Rhona Croker.
- Voz Automatizada (Swahili) ... Wambui Wa Ngatho (voz).
- Voz Automatizada (Tailandês) ... Rienjang (voz).
- Voz Automatizada (Tcheca) ... Zed Sevcikova (voz).
- Voz Automatizada (Tibetano) ... Sonam Dugdak(voz).
- Voz Automatizada (Irlandesa) ... Reynir Thor Eggertsson (voz).
- Voz Automatizada (Japonês) ... Shin-Ichiro Okajima (voz).
- Voz Automatizada (Grega) ... Charalambos Dendrinos (voz).
- Voz Automatizada (Amárico) ... Berhane Woldegabriel (voz).
- Voz do computador da nave ... Annie Penn (voz). Robin Atkin Downes (voz).

## Produção

### Desenvolvimento
As origens de Prometheus resultaram de discussões entre Ridley Scott e o diretor de Aliens, James Cameron, no início dos anos 2000, sobre um potencial quinto filme da franquia Alien. O conceito de Scott para um quinto filme Alien foi uma continuação que exploraria as origens dos alienígenas antagonistas da série e do "Space Jockey" (o ser extraterrestre que brevemente aparece em Alien: O Oitavo Passageiro como o falecido piloto da nave alienígena abandonada encontrada pelos tripulantes da Nostromo).
O conceito de história de Scott foi parcialmente inspirado no trabalho de Eram os Deuses Astronautas?, escrito pelo autor Erich von Däniken sobre a teoria dos astronautas antigos, sugerindo que a vida na Terra foi criada por alienígenas; o trabalho de Däniken também influenciaria Alien vs. Predator. Scott mais tarde falou: "A NASA e o Vaticano concordam que (é) quase matematicamente impossível que possamos estar onde estamos hoje sem que haja uma pequena ajuda ao longo do caminho ... É para isso que estamos olhando (no filme), em algumas das ideias de Erich von Däniken de como nós humanos surgimos".
Depois de discutir ideias com Scott, Cameron começou a trabalhar com outro escritor em uma história para o filme. Foi então que a 20th Century Fox abordou Cameron com um roteiro de um filme que colocaria os monstros da série contra os personagens titulares dos filmes Predador; o que se tornaria o filme de 2004 Alien vs. Predator. Depois que a Fox confirmou que iria prosseguir com o crossover, Cameron parou de trabalhar em seu próprio projeto, acreditando que o crossover iria "matar a validade da franquia". Em 2006, Cameron confirmou que não voltaria ao projeto, acreditando que a série era um bem da Fox, e ele não estava disposto a lidar com o estúdio tentando influenciar a potencial sequência.

### Roteiro

#### Jon Spaihts
Em maio de 2009, a Fox disse oficialmente sobre o projeto como um "reboot" da franquia Alien, que foi logo depois declarado como um prequel para Alien: O Oitavo Passageiro. O desenvolvimento ficou estagnado em junho de 2009, quando a Fox entrou em conflito com Scott sobre sua escolha de diretor para o ex-diretor comercial Carl Erik Rinsch; A Fox só estava interessada em seguir o projeto se o próprio Scott assumisse o posto de diretor. Em julho de 2009, Scott concordou em dirigir o filme, e mais tarde naquele ano se reuniu com Jon Spaihts para discutir o projeto. Spaihts ofereceu seu conceito (um prequel direto de Alien, uma "ponte" que conectaria a "história humana" do filme diretamente aos eventos da saga Alien). Spaihts foi rapidamente contratado. Com o diretor e o roteirista no lugar, e satisfeita com o discurso de Spaihts, a Fox agendou uma data de lançamento para dezembro de 2011, embora isso tenha sido descartado.
Spaihts foi encarregado de explorar os mistérios não resolvidos de Alien: O Oitavo Passageiro, como o Space Jockey. Ele achou difícil traduzir os conceitos visuais estilísticos de Scott para o texto, e ele periodicamente teve que refrear algumas das ideias do diretor, lembrando Scott que na cena que estavam discutindo, os personagens estavam sujeitos à gravidade e não podiam simplesmente flutuar. Em 2010, Scott afirmou que o roteiro, intitulado Alien: Engineers, estava completo e pronto para ser filmado. No entanto, Scott mais tarde optou por desenvolver o roteiro com um escritor diferente.

#### Damon Lindelof
Em julho de 2010, Damon Lindelof foi contratado para transformar o roteiro da Spaihts em um trabalho mais original, removendo as conexões diretas com Alien. Lindelof disse que a história de Spaihts dependia muito dos elementos dos filmes Alien, como o conceito geral do ciclo de vida do Xenomorfo.
Inspirado pelo roteiro de Blade Runner e de Spaihts, Lindelof pensou que seria possível combinar uma história alienígena de ação e horror com "a temática Blade Runner", para fazer perguntas maiores que ele achava que normalmente eram colocadas em filmes de ficção científica.
Em outubro de 2010, Lindelof enviou seu roteiro para a Fox. Inicialmente, Scott solicitou um orçamento de 250 milhões de dólares e um filme voltado para adultos, mas a Fox relutou em investir essa quantia e queria garantir que o filme recebesse uma classificação mais baixa para ampliar o público em potencial. Em dezembro daquele ano, foi relatado que o filme seria chamado Paradise, em homenagem ao poema de John Milton. O CEO da Fox, Thomas Rothman, sugeriu o título Prometheus, que foi confirmado como o título oficial do filme em janeiro de 2011. A data de lançamento estava marcada para 9 de março de 2012, mas semanas depois a data foi adiada para 8 de junho de 2012.
Com o título confirmado, a produção começou a distanciar publicamente o filme de suas origens alienígenas. Em junho de 2011, Scott e Lindelof confirmaram que o filme Prometheus ocorre no mesmo universo dos eventos da série Alien.

### Pré-Produção
A pré-produção havia começado em abril de 2010, com uma equipe desenvolvendo projetos gráficos para os requisitos do filme. Scott convenceu a Fox a investir milhões de dólares na contratação de cientistas e artistas conceituais para desenvolver uma visão do final do século XXI. Determinado a manter o sigilo do enredo, Scott exigiu que o elenco assinasse cláusulas para impedir que divulgassem os detalhes da história, e o elenco só pôde ler o roteiro sob supervisão no escritório de produção de Scott. Em relação à natureza confidencial do roteiro, Scott declarou: "Eu insisti que o roteiro não vazasse na internet, onde fosse dissecado fora de contexto, o que estraga tudo para todos".
Em julho de 2011, Lindelof afirmou que o filme estaria contando com efeitos práticos, e empregando CGI geralmente para pré-visualização de visuais de espaço externos. O cinegrafista Darius Wolski convenceu Scott de que seria possível filmar em 3D com a mesma facilidade e eficiência das filmagens típicas. Como os filmes 3D precisam de altos níveis de iluminação no set, a atmosfera marcante dos filmes Alien com escuridão e sombras foi adicionada na pós-produção através de processos de graduação, enquanto o equipamento 3D foi baseado na tecnologia pós-Avatar.

### Design
O designer de produção Arthur Max liderou o design do filme. Sua equipe de arte trabalhou em desconstruir a arte e os recursos visuais de Alien e fazer um design reverso deles para o cenário inicial de Prometheus. As influências foram tiradas do trabalho do designer de criaturas alienígenas H. R. Giger, e dos designers Ron Cobb e Chris Foss, incluindo seus desenhos para o filme que Scott não conseguiu desenvolver na época. Max projetou os cenários incluindo as estruturas alienígenas e a paisagem alienígena do mundo, além de veículos, incluindo a nave Prometheus e a nave alienígena. Modelos digitais 3D e réplicas em miniatura foram construídos para cada conjunto, permitindo a eles ver como os conjuntos devem se conectar e saber onde os conjuntos terminariam e o CGI começaria. Para combinar melhor o prático e o digital, a equipe de design levou amostras de rocha durante as filmagens na Islândia, permitindo combinar as texturas gráficas com as rochas reais capturadas no filme. Max pesquisou projetos da NASA e da Agência Espacial Europeia e desenvolveu esses conceitos com sua visão de como as viagens espaciais pareceriam no futuro para criar a nave Prometheus.
Max criou uma grande estrutura em forma de pirâmide para o mundo alienígena, com áreas interiores conectadas por uma série de câmaras, corredores e túneis. A pirâmide foi aprimorada na pós-produção para aumentar ainda mais seu tamanho. A câmara onde a tripulação encontra a estátua de cabeça humanoide, foi projetada para se assemelhar ao interior de uma catedral e transmitir uma impressão "quase religiosa". Giger projetou os murais que aparecem dentro da câmara.
Para os trajes espaciais da equipe, Scott foi inspirado a incluir capacetes de vidro esféricos depois de ler uma história na biografia do co-fundador da Apple, Steve Jobs, sobre a construção de um escritório de Gorilla Glass. O interior dos capacetes tinha nove telas de vídeo em funcionamento, iluminação interna, um suprimento de oxigênio fornecido por dois ventiladores, com baterias escondidas dentro de uma mochila. O exterior do capacete apresentava uma fonte de luz funcional e câmeras de alta definição com um transmissor e gravador. Sua colaboradora frequente, a figurinista premiada pela Academia, Janty Yates, usou conceitos de pesquisa médica relacionados a tratamentos e materiais de substituição da pele para desenvolver um design que pudesse fornecer uma roupa flexível e confortável. A roupa consistia em um terno de neoprene usado sob um traje espacial, uma base na qual o capacete poderia ser preso e uma mochila.
A bordo da nave, Yates deu aos personagens sua própria aparência distinta: Vickers está vestida com um terno de mohair de seda prateada, David está vestido de maneira semelhante a outros tripulantes, mas sua roupa recebeu linhas mais refinadas para produzir uma aparência mais linear, Holloway, está vestido com moletons, calças de pescador e chinelos, enquanto Janek usava uma jaqueta engraxada. Neal Scanlan e Conor O'Sullivan desenvolveram as criaturas alienígenas do filme, com o objetivo de transmitir para cada criatura uma função biológica lógica e um propósito. Scanlan afirmou que grande parte da inspiração de Scott para o design de criaturas é tirada da vida natural, como plantas e criaturas do mar.
A cena envolvendo um grande mapa estelar foi inspirada na pintura de 1766 de Joseph Wright, chamada "Um filósofo em leitura no Orrery", na qual um cientista exibe um planetário mecânico à luz de velas. Ao discutir a necessidade de um mapa estelar com Spaihts, Scott mencionou a pintura como ele viu o mapa sendo representado fisicamente, embora ele não tivesse conhecimento do nome e o descrevesse apenas como "círculos em círculos com uma imagem à luz de velas". Para o prazer de Scott, Spaihts localizou a imagem correta com base em sua descrição.

### Filmagem
A fotografia principal começou em 21 de março de 2011, com um orçamento estimado de 120 a 130 milhões de dólares. As filmagens estavam agendadas para seis meses, mas demorou mais do que o previsto, o filme ainda estava sendo filmado em setembro de 2011. As filmagens começaram nos estúdios Shepperton e Pinewood, perto de Londres, ambos parte do grupo Pinewood Studios.
Em julho, as filmagens se mudaram para a Islândia por duas semanas, começando na base do ativo vulcão Hekla, no sul da ilha, em 11 de julho de 2011. As filmagens também aconteceram em uma das cachoeiras mais poderosas da Europa, a cachoeira Dettifoss, no nordeste da Islândia, no Parque Nacional Vatnajökull. Scott afirmou que as filmagens na Islândia compreendiam aproximadamente quinze minutos de filmagens para o filme, e que a área representava o "início dos tempos". Fotos externas do mundo alienígena foram filmadas na Islândia. Marrocos foi a primeira escolha para as filmagens em vez da Islândia, mas os protestos da Primavera Árabe de 2010 forçaram a mudança de local. Alternativas incluindo o Deserto de Mojave foram consideradas juntamente com a Islândia, mas Scott explicou que o país foi escolhido porque "aqui é tão áspero e 'jurássico' e isso provou ser decisivo".
Em setembro de 2011, as filmagens foram transferidas para o complexo audiovisual de Ciudad de la Luz, em Alicante, na Espanha. Aproximadamente 250 pessoas trabalharam nas filmagens de três meses na Espanha, gerando mais de 1 milhão de euros para a economia local. As filmagens também ocorreram no vale de Wadi Rum, na Jordânia.
Scott evitou usar ecrãs verdes, a menos que necessário, em vez disso, colocou vários itens para ajudar os atores a entenderem onde deveriam olhar em qualquer cena particular sobre os conjuntos práticos que teriam uma presença com CGI inserida na pós-produção. Rapace afirmou que as telas verdes foram usadas menos de seis vezes durante as filmagens. A produção utilizou cinco equipamentos 3ality Technica Atom 3D, quatro dos quais foram configurados com câmeras Red Epic 3D configuradas para uso em câmeras e tripés, que foram continuamente utilizados durante as filmagens. O quinto equipamento empregava uma câmera épica para uso como um steadicam, que era usado apenas como necessário.

### Edição
Scott se concentrou em usar as imagens em 3D para aumentar a ilusão de profundidade. Apesar de este ser seu primeiro filme em 3D, ele achou o processo fácil. Ele afirmou: "Você pode literalmente girar um botão e a profundidade aumentará, o truque é não exagerar". Prometheus contém aproximadamente 1.300 fotos de efeito digital. A Moving Picture Company foi o principal estúdio de efeitos visuais. Vários outros estúdios também produziram os efeitos visuais, incluindo o Weta Digital, o Fuel VFX, a Rising Sun Pictures, a Luma Pictures, a Lola Visual Effects e a Hammerhead Productions. Em dezembro de 2011, Rapace realizou gravações de diálogo adicionais para o filme. Cenas adicionais foram filmadas em janeiro de 2012, incluindo uma filmagem de um dia na Ilha de Skye, na Escócia, e uma nova cena filmada em uma caverna nas montanhas escocesas. Scott concluiu o trabalho no filme em março de 2012. Para cenas escuras com pouca iluminação, o filme foi colorido para compensar especificamente a pouca penumbra introduzida pelo uso de óculos 3D, para garantir que a imagem fosse comparável à versão 2D.
Em julho de 2011 Scott afirmou que estava filmando Prometheus com classificações de filmes PG mais orientados para adultos e mais acessíveis, permitindo que o conteúdo adulto fosse cortado, se necessário, sem prejudicar a apresentação geral. Scott alegou que tinha a responsabilidade da 20th Century Fox de poder apresentar uma versão do filme PG-13 se o estúdio exigisse, permitindo que ela fosse vista por um público potencial mais amplo. Scott sustentou que, independentemente da classificação, ele apresentaria o corte mais "agressivo" do filme que pudesse, enquanto Rothman afirmou que Scott não seria forçado a comprometer a qualidade do filme para evitar uma classificação R. Em 7 de maio de 2012, a Fox confirmou que o filme recebeu uma classificação R e seria lançado sem cortes.

### Marketing
A campanha de marketing de Prometheus começou em 21 de julho de 2011, na San Diego Comic-Con International, onde imagens e filmagens do filme foram apresentadas por Lindelof e Theron, com Scott e Rapace participando via satélite. Um cartaz promocional foi revelado em 14 de dezembro de 2011, com o slogan "A busca pelo nosso começo pode levar ao nosso fim". O teaser trailer foi lançado em 22 de dezembro de 2011.
Em 17 de março de 2012, Scott, em parceria com a AMC Theatres, sediou a estreia do primeiro trailer de Prometheus no AMC Downtown Disney, durante a WonderCon em Anaheim, Califórnia. O evento foi transmitido ao vivo via Facebook, Twitter e no site da AMC Theater, e o trailer foi postado no canal da AMC no YouTube logo após sua estreia. A reação ao trailer foi considerada positiva entre os participantes da WonderCon e no Twitter.
Em 29 de abril de 2012, o trailer de lançamento internacional estreou no Reino Unido no Channel 4 durante a primeira pausa do programa de TV Homeland. Os espectadores foram encorajados a compartilhar suas opiniões sobre o trailer no Twitter, alguns dos quais foram compartilhados em uma transmissão ao vivo durante uma pausa posterior. Isso marcou a primeira vez que os tweets dos telespectadores foram usados em um anúncio de transmissão.
Embora os profissionais de marketing geralmente evitem colaborar com filmes voltados para adultos para se concentrar em atingir públicos mais amplos, o filme atraiu vários parceiros promocionais, incluindo Coors, Amazon e Verizon FiOS. Estima-se que as campanhas gastaram 30 milhões de dólares em suporte de marketing.

### Campanha Viral
O filme foi acompanhado por uma extensa campanha de marketing viral, consistindo principalmente de uma série de curtas-metragens com o elenco do filme. Esta campanha começou com o lançamento de TED Conference, 2023 em 28 de fevereiro de 2012.
Durante a WonderCon de 2012, os participantes do painel do filme receberam cartões de negócios da Corporação Weyland que os direcionaram para um site e número de telefone. O número de telefone enviava uma mensagem de texto da Corporação Weyland, que os vinculava a um segundo vídeo, neste vídeo narrado por Fassbender, é apresentado uma propaganda sobre o androide "David 8", retratado por Fassbender. Uma versão estendida do vídeo, intitulada "Happy Birthday, David", foi lançada ao público em geral em 17 de abril de 2012. Acompanhando o vídeo, uma página inteira do anúncio "David" foi colocada no The Wall Street Journal, uma conta no Twitter operada por um David8 foi revelada, permitindo que usuários do Twitter fizessem perguntas sobre o personagem. Outro vídeo, Quiet Eye, estrelado por Rapace como Shaw, foi lançado em 16 de maio de 2012, estreando na página da Verizon FiOS no Facebook. A campanha continuou após o lançamento do filme, com um website fazendo referência ao romance filosófico "Assim falou Zaratustra", de Friedrich Nietzsche, citado por Weyland em TED Conference, 2023. Todos os curtas promocionais foram posteriormente incluídos no lançamento do filme em Blu-ray.

### Merchandising
Uma novelização do filme foi escrita por Joe Spies e Damon Lindelof, embora tenha sido publicada apenas no Japão. Um livro sobre os bastidores, com obras de arte de produção do filme intitulado Prometheus: A Arte do Filme também foi publicado pela Titan Books. A trilha sonora de Marc Streitenfeld foi lançada em CD e para download digital. A NECA produziu uma linha de figuras de ação baseadas no filme.

## Lançamentos
A estreia de Prometheus ocorreu em 31 de maio de 2012, no cinema Empire em Leicester Square, Londres. O filme foi lançado em 1 de junho de 2012, no Reino Unido, e foi lançado em 8 de junho de 2012, na América do Norte. Foi lançado simultaneamente em cinemas IMAX e em 3D.

### Pré-Lançamento
No Reino Unido, cerca de 1 milhão de libras (1,6 milhões de dólares) de ingressos foram pré-vendidos. 18.827 bilhetes pré-vendidos para o London IMAX, que quebrou o recorde de registros no cinema com 293.312 libras (474.687 dólares), e a maior bilheteria no primeiro dia de pré-vendas com 137.000 libras (221.717 dólares). Este recorde se estendeu para 30.000 ingressos vendidos e 470.977 libras (737.588 dólares), tornando-se o filme mais pré-reservado do cinema, superando a performance de lançamentos IMAX de alto nível, incluindo Harry Potter e as Relíquias da Morte e Avatar.
Na América do Norte, o rastreamento de audiência mostrou grande interesse entre os homens de todas as idades, mas baixo interesse entre as mulheres. A semana que antecedeu o lançamento viu opiniões conflitantes sobre Prometheus e Madagascar 3, gerando opiniões sobre qual seria o número 1 no final de semana durante o lançamento simultâneo. Em 6 de junho de 2012, a Fandango informou que Prometheus liderava com 42% das vendas diárias, enquanto Madagascar 3 era responsável por 35% das vendas diárias. A previsão oficial da 20th Century Fox colocou Prometheus em torno de 30 milhõe de dólaress, enquanto a DreamWorks Animation e a Paramount colocaram Madagascar 3 em torno de 45 milhões. À medida que o fim de semana se aproximava, pesquisas prévias à audiência sugeriram uma estreia de 55 milhões de dólares para Madagascar 3 e de 50 a 55 milhões de dólares para Prometheus. Prometheus também estava em desvantagem com um lançamento menos amplo (3394 salas de cinemas para Prometheus contra 4.258 salas de cinemas para Madagascar 3). Além disso, a classificação R do filme foi considerada um obstáculo limitante.

### Lançamento para DVD
Na América do Norte, as versões em DVD e Blu-ray do filme foram colocadas em pré-venda em parceria com a Amazon, uma semana antes do lançamento do filme nos cinemas. Um número limitado de ingressos para o filme foi oferecido como um incentivo de pré-encomenda. O filme foi finalmente lançado em disco Blu-ray e DVD em 9 de outubro de 2012. Antes do lançamento, circularam rumores de que o lançamento em casa apresentaria um corte estendido do filme, semelhante aos dos quatro filmes Alien. No entanto, Ridley Scott se recusou a criar uma versão alternativa.
O lançamento em Blu-ray do filme continha duas faixas de comentários, com Scott e os escritores do filme, respectivamente, bem como quase 40 minutos de cenas deletadas. A versão 3D Blu-ray também veio com um disco bônus contendo um documentário do longa-metragem intitulado The Furious Gods: Making Prometheus.

## Bilheteria
A partir de 10 de junho de 2012, o filme ganhou 1.050.101 dólares na América do Norte e 91.500.000 dólares em outros lugares, totalizando 142.550.101 dólares.
Prometheus foi lançado inicialmente em 15 mercados, de 30 de maio a 1º de junho de 2012, cerca de uma semana antes de seu lançamento na América do Norte. O arranque antecipado nestes países foi planejado para evitar a competição com o início do Campeonato de Futebol Europeu de 2012 na semana seguinte. Em seu dia de abertura (varia de acordo com o país), faturou 3,39 milhões de dólares no Reino Unido, 2,2 milhões de dólares na Rússia e 1,5 milhões de dólares na França. O filme arrecadou 34,8 milhões de dólares durante o fim de semana de estreia em 4695 cinemas em 15 mercados, estreando em #1 em 14 deles, com uma média de 7461 dólares por sala. Sua classificação geral para o fim de semana foi a terceira atrás de Homens de Preto 3 e Branca de Neve e o Caçador. Seus fins de semana de abertura no Reino Unido, Irlanda e Malta (10,1 milhões de dólares), Rússia e CEI (9,80 milhões de dólares) e França e região do Magrebe (6,68 milhões de dólares) representaram suas maiores receitas. Até 8 de junho, o filme havia sido aberto em um total de 50 mercados, tendo obtido o maior sucesso na Austrália (6,8 milhões de dólares) e na Coreia do Sul (4,3 milhões de dólares).
Na América do Norte, o filme arrecadou 3.561 milhões de dólares em exibições à meia-noite em 1368 cinemas, incluindo 1,03 milhões de dólares de 294 cinemas IMAX, e arrecadou 21,4 milhões de dólares até ao dia da abertura. Durante o seu fim de semana de abertura, arrecadou 51,05 milhões de dólares de 3396 cinemas (uma média de 15.032 dólares por cinema) ficando em segundo lugar atrás de Madagascar 3 (60,4 milhões de dólares). O maior segmento da audiência no fim de semana de abertura foi mais de 25 anos (64%) e do sexo masculino (57%). As apresentações em 3D representaram 54% das vendas de ingressos, enquanto o IMAX contribuiu com 18%, a maioria dos quais foi contabilizada na figura 3D.

## Crítica
Prometheus recebeu críticas positivas. O filme obteve 74% de aprovação de 220 críticos (uma média de 6,9 de 10) no site de revisão Rotten Tomatoes, cujo consenso diz: "O ambicioso prequel de Ridley Scott para Alien pode não responder a todas as suas grandes perguntas, mas é redimida por sua assombrosa grandeza visual e performances convincentes - particularmente Michael Fassbender como um androide fastidioso". Metacritic forneceu uma pontuação de 65 de 100 de 42 críticos, indicando revisões "geralmente favoráveis". As pesquisas do CinemaScore informaram que o público médio da série deu ao filme um "B" na escala A+ até F. As resenhas elogiavam com frequência a estética visual e o design do filme, e a performance de Fassbender como o androide David recebeu aclamação quase universal. No entanto, o enredo gerou uma resposta mais mista, com críticas aos elementos da trama que permaneceram não resolvidos ou eram previsíveis, temperados pelo apreço pelos cenários de ação e terror.
Todd McCarthy, do Hollywood Reporter, chamou os visuais do filme de vívidos, impressionantes e magníficos em nível técnico, destacando as performances de Fassbender, Rapace e Theron com elogios, mas lamentou que o filme atendesse demais às expectativas do público, tornando-o previsível. Tom Huddleston, da Time Out de Londres, achava que o enredo era "plano" e "previsível", com personagens "sem emoção" e que, embora o filme fosse "perfeitamente divertido", não correspondia às expectativas de pré-lançamento. Emanuel Levy citou a trama como sua única queixa com o filme, afirmando que é incapaz de seguir com suas ideias filosóficas. Roger Ebert deu ao filme 4 de 4 estrelas, rotulando-o como "uma mistura magnífica de história, efeitos especiais e elenco perfeito, filmado em 3D, sã e eficaz que não distrai". Ebert comparou positivamente Rapace ao desempenho de Sigourney Weaver em Alien como "a tradição da força feminina", mas considerou Elba o artista mais interessante. Ebert pensava que a trama, ao levantar questões e não respondê-las, tornava o filme "intrigante" e na "tradição clássica da ficção científica da idade de ouro".
Lisa Schwarzbaum, da Entertainment Weekly, foi positiva em relação ao elenco, particularmente Rapace, e à cinematografia. Andrew O'Hehir, do Salon, disse que o filme era "sombrio, espetacular e pesado", mas que a "portentosidade e grandiosidade ... são ao mesmo tempo a grande força e fraqueza do filme", criticando os personagens por carecer de "bom senso". O'Hehir também mencionou a cinematografia de Wolski e o design de produção de Max. O jornalista do The New York Times, A. O. Scott, criticou a história como fraca, minando seu "potencial alucinante" com "pedaços de informação momentaneamente surpreendente sem significado ou ressonância", mas descreveu Rapace como uma "boa heroína, vulnerável e determinada".
Em uma crítica negativa, Justin Chang, crítico de cinema da Variety, descreveu a estrutura e o gênero do filme como incapazes de lidar com o fluxo filosófico da trama, e sentiu que Prometheus estava "adiando preguiçosamente" pontos chave da trama sob a suposição de que uma sequência seria feita. Peter Bradshaw, do The Guardian, foi menos crítico, mas achou que Prometheus "(não tinha) o impacto central de Alien", chamando o filme de "mais grandioso, mais elaborado - mas menos interessante". Ian Nathan, da revista Empire, não ficou impressionado com Rapace (que ele descreveu como uma liderança pouco convincente) e resumiu o filme como desprovido de suspense. Nick Pinkerton, do The Village Voice, afirmou que o filme é "propenso a uma ponderação superficial", que pode "imitar a aparência de um filme épico, nobre e importante", mas falha em "recompensar". Ele criticou Rapace e Marshall-Green por não conseguirem incutir interesse em seu relacionamento de caráter, mas acrescentou: "há algumas peças aqui que encontrarão um lugar de honra entre os aficionados do horror corporal e todas as coisas pegajosas e viscosas".
Escrevendo no The Atlantic, Govindini Murty forneceu um guia completo sobre as influências mitológicas, literárias e cinematográficas do filme.

## Curiosidades
- Vários elementos do filme foram realmente reciclados a partir de conceitos rejeitados para Alien: O Oitavo Passageiro em 1979. Eles incluem os visores no capacete e uma cena em que os tripulantes da Nostromo recuperam a cabeça do Engenheiro e a levam para estudo.
- O desenho da ponte da nave Prometheus também é muito semelhante a um projeto inicial proposto para a ponte da nave Nostromo, que foi descartado porque seria muito caro construir na época.
- Ao contrário dos primeiros quatro filmes da franquia Alien, nenhum corte estendido/alternativo de Prometheus foi criado. Ridley Scott foi realmente convidado a montar tal corte para o lançamento do filme em Blu-ray pela 20th Century Fox, mas o diretor recusou.
- Prometeu era um ticiano na mitologia grega antiga, dito ser aquele que roubou o fogo dos deuses e o deu à humanidade. O termo foi usado anteriormente no videogame Predator: Concrete Jungle para se referir à Prometheus Tech, tecnologia desenvolvida por humanos a partir de equipamentos roubados dos Yautja. A história e a mitologia gregas são um ponto de referência recorrente na franquia Alien; outros exemplos notáveis incluem a lua Acheron, os quadrinhos Aliens: Rogue e Aliens: Dead Orbit (que contêm numerosas referências), as naves Arquimedes e Anesidora, e o romance Alien: River of Pain.
- H. R. Giger teve um pequeno envolvimento na produção. Ridley Scott disse que trabalhou no filme por 11 meses apenas criando alguns murais para a primeira câmara do templo.
- De acordo com o Dr. Anil Biltoo, o linguista especialista que desenvolveu a linguagem dos Engenheiros para o filme, o que David está dizendo para o Último Engenheiro é: "Esse homem (Weyland) está aqui porque ele não quer morrer, ele acredita que você pode lhe dar mais vida".